# Euronychodon asiaticus
 Euronychodon asiaticus  (“diente garra de Europa asiático”) es una especie del género dudoso extinto de dinosaurio celurosauriano trodóntido, que vivió a finales del período Cretácico, hace aproximadamente entre 92 millones de años, en el Turoniense, en lo que es hoy Asia. Sus fósiles referidos consisten en siete dientes, encontrados en la Formación Bissekty de Uzbekistán, datados hace aproximadamente 92 millones de años y nombrados y descritos por Lev Nesov en 1995. El holotipo es CCMGE N 9/12454. Los otros seis dientes son los paratipos. El diente tipo tiene catorce crestas verticales en el lado interno. Suele considerarse un nomen dubium. Es mucho más temprano que E. portucalensis, lo que significa que podría pertenecer a un animal diferente. El mismo Nesov consideraba a Euronychodon como un taxón de forma pura y sugirió que tales dientes desviados crecieron accidentalmente, cuando se desarrollaron pares de dientes al cerrar las suturas óseas de la mandíbula con individuos juveniles. Nesow colocó la especie como Theropoda incertae sedis. El vínculo con E. portucalensis fue establecido solo por la forma, no porque realmente pensara que los animales de los cuales se originaron los dientes estaban relacionados, algo que es poco probable debido a la diferente era geológica solamente.